# Proteophiala mattiroloana
Proteophiala mattiroloana är en svampart som beskrevs av Cif. 1958. Proteophiala mattiroloana ingår i släktet Proteophiala och familjen Ceratostomataceae.   Inga underarter finns listade i Catalogue of Life.